# August Weismann

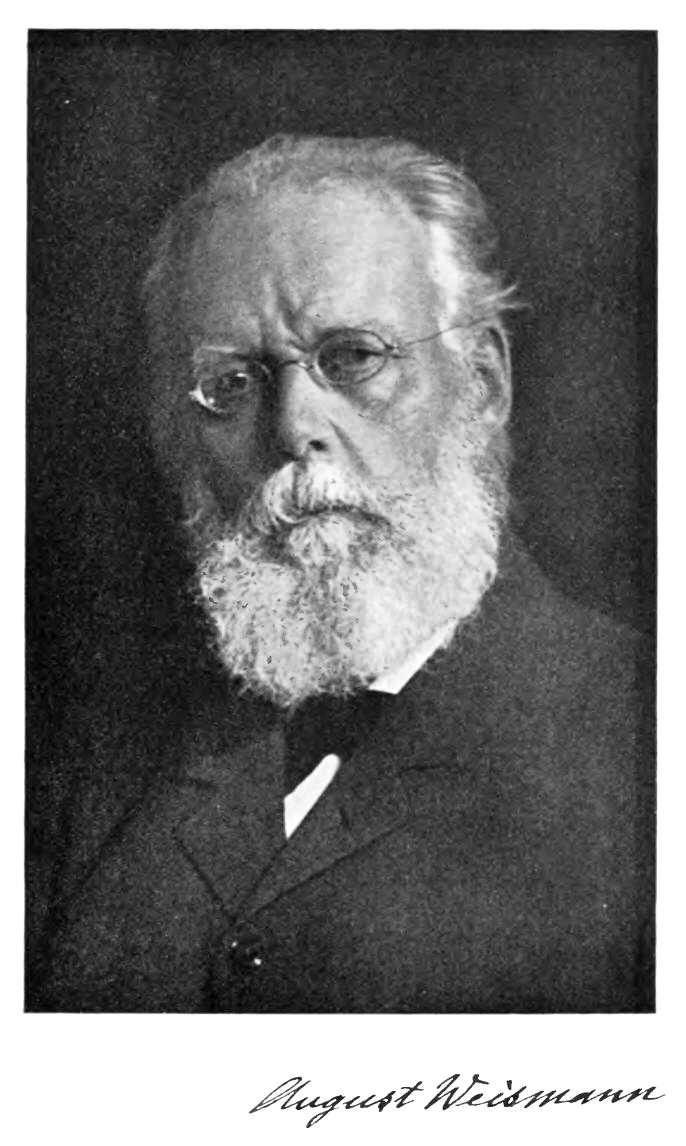
August Weismann, 1908

Friedrich Leopold August Weismann (17. Januar 1834 in Frankfurt am Main – 5. November 1914 in Freiburg im Breisgau) war ein deutscher Arzt, Histologe, Genetiker und Zoologe. Er entwickelte bis 1882 die Keimplasmatheorie, nach der nur das in den Keim- oder Samenzellen befindliche Erbgut weitergegeben wird. Ernst Mayr stuft ihn als den bedeutendsten Evolutionstheoretiker des 19. Jahrhunderts nach Charles Darwin ein. Er gilt als Begründer des Neodarwinismus.

## Leben

### Jugend und Studium
August Weismann wurde geboren als Sohn des Gymnasialprofessors Johann (Jean) Konrad Weismann (1804–1880), der alte Sprachen und Theologie studiert hatte, und seiner Frau Elise (1803–1850), geborene Lübbren, Tochter des Landrats und Bürgermeisters von Stade. Es folgte eine typisch bürgerliche Erziehung des 19. Jahrhunderts: mit vier Jahren erhielt er Musikunterricht, mit 14 Zeichen- und Malunterricht im Frankfurter Städelschen Institut bei Jakob Becker (1810–1872). Sein Klavierlehrer war ein engagierter Schmetterlingssammler und führte ihn in das Sammeln von Faltern und Raupen ein. Aber ein Studium der Naturwissenschaften kam nach dem 1852 bestandenen Abitur am Frankfurter Gymnasium aus Kostengründen und mangels Berufsaussichten nicht in Frage. Ein Freund der Familie, der Chemiker Friedrich Wöhler (1800–1882), riet zum Studium der Medizin. Eine Stiftung aus dem Erbe der Mutter ermöglichte Weismann noch 1852 das Studium in Göttingen. Nach dem Abschluss 1856 schrieb er seine Dissertation über die Entstehung der Hippursäure im Körper des Menschen.

### Beginn des Berufslebens, erste wissenschaftliche Arbeiten
Unmittelbar nach dem Studium nahm Weismann eine Assistenzstelle an der Städtischen Klinik in Rostock an. Hier immatrikulierte er sich im Mai 1857 an der Universität, um Chemie zu studieren. Er reichte erfolgreich zwei Schriften, eine über die Hippursäure bei Pflanzenfressern und eine über den Salzgehalt der Ostsee, ein und gewann zwei Preise. Die Schrift über den Salzgehalt brachte ihn von seinem Wunsch, Chemiker zu werden, wieder ab, da er an sich die apothekerhafte Genauigkeit vermisste.
Nach einer Studienreise nach Wien, wo er Museen und Kliniken besuchte, legte er sein Staatsexamen als Arzt ab und ließ sich in Frankfurt nieder. Während des Sardinischen Krieges zwischen Österreich, Frankreich und Italien 1859 trat er als Oberarzt dem Militär bei. Während einer Beurlaubung erwanderte er sich Oberitalien und Tirol. Nach einem Studienaufenthalt in Paris 1860 bei Isidore Geoffroy Saint-Hilaire, Alphonse Milne-Edwards und anderen studierte er von 1860 bis 1861 bei Rudolf Leuckart (1822–1898) Zoologie an der Universität Gießen, wo er sich unter anderem mit gewebekundlichen Forschungen befasste, um anschließend wieder in Frankfurt am Main als Leibarzt des aus Österreich verbannten Erzherzog Stephan von Österreich auf Schloss Schaumburg zu dienen (1861–1863).
Ab 1863, dem Jahr seiner Habilitation für Zoologie in Freiburg, war Weismann Privatdozent, ab 1865 außerplanmäßiger, ab 1867 ordentlicher Professor und schließlich von 1873 bis zu seiner Emeritierung 1912 Ordinarius für Zoologie auf dem ersten Lehrstuhl für Zoologie in Freiburg und Direktor des Zoologischen Institutes an der Universität Freiburg; 1883/84 bekleidete er das Amt des Rektors der Universität. Ab 1873 beschäftigte sich Weismann mit den Lebewesen in Süßwasserseen und forschte am Bodensee, am Titisee, dem Zürichsee und dem Lago Maggiore. 1877 arbeitete Weismann zum ersten Mal an der Zoologischen Station Neapel, mit dessen Gründer Anton Dohrn er befreundet war. Dort dehnte er seine Forschungen auf die marinen Formen der Daphnoiden (Cladocera, „Wasserflöhe“) aus, einem Taxon der Krebstiere (heute zu den Krallenschwänzen oder Onychura gestellt).
1867 heiratet er Mary Marie Dorothea Gruber (* 1848), eine Tochter des wohlhabenden Tuchhändlers Friedrich Gruber, mit der er fünf Töchter und den Sohn Julius Weismann (1879–1950, Komponist) hatte. Seine Frau starb 1886. In zweiter Ehe heiratete er 1895 Wilhelmina Jesse, diese Ehe wurde 1901 geschieden.

## Weismann als Evolutionsbiologe
Am Anfang der Beschäftigung Weismanns mit der Evolutionstheorie steht die Auseinandersetzung mit dem (christlichen) Schöpfungsglauben. In seinem gedruckten Vortrag Über die Berechtigung der Darwin’schen Theorie (1868) verglich er die „alte Schöpfungshypothese“ und die „Transmutations-Hypothese“ miteinander. Beweisen lasse sich nicht, welche von beiden Hypothesen richtig sei, aber gegebenenfalls lasse sich eine Hypothese durch empirische Tatsachen widerlegen. Weismanns methodische Erläuterungen ähneln dem Falsifikationismus von Karl Popper:
„Wie wir vorhin sahen, lässt sich eine wissenschaftliche Hypothese zwar niemals erweisen, wohl aber, wenn sie falsch ist, widerlegen, und es fragt sich deshalb, ob nicht Thatsachen beigebracht werden können, welche mit einer der beiden Hypothesen in unauflöslichem Widerspruch stehen und somit dieselbe zu Fall bringen.“
Weismann kam zum Ergebnis, dass sich zahlreiche biologische Tatsachen zwanglos im Sinne der Evolutionstheorie deuten lassen, aber unverständlich bleiben, wenn man sie als Resultate von Schöpfungsakten deutet. Seither war Weismann von der Evolution überzeugt, so wie von den Grundannahmen der Astronomie (der Sonne als Mittelpunkt unseres Planetensystems).
Was den Funktionsmechanismus der Vererbung für die Evolution betrifft, so veränderte Weismann seine Position im Laufe seines Lebens. Dabei lassen sich drei Phasen ausmachen.

### 1868 bis 1882
Zu Beginn vertritt Weismann Thesen, wie sie im 19. Jahrhundert unter Naturwissenschaftlern weit verbreitet sind. Die beobachtbare Variabilität der Individuen einer Art führt er wie Darwin auf die Vererbung von Merkmalen zurück. Er glaubte dabei, wie er 1876 schrieb, an die „Entstehung der Transmutationen (= Veränderung der Arten) auf dem Weg des direkten Einflusses äußerer Lebensbedingungen“. „Betrachtet man jede Variation als Reaktion (sic!) des Organismus auf äußere Einwirkungen, als eine Ablenkung der ererbten Entwicklungsrichtung, so folgt daraus, dass ohne Veränderung der Außenwelt keine Weiterentwicklung der organischen Formen hätte eintreten können.“ Sogar die klassische Lamarcksche Formel vom Gebrauch und Nichtgebrauch eines Organs nutzt er.

### 1882 bis 1895
In einem Vortrag, den er 1883 über die Vererbung hielt, wies er erstmals alle Vorstellungen der Vererbung erworbener Eigenschaften zurück. Ganz in der Art, wie er dieses bei der Untersuchung von Schöpfungsglaube gegen Evolution tat, stellte er zahlreiche Einzelbeispiele zusammen, die er mit beiden Thesen zu erklären versucht. Beispielsweise: Wie können die Spezialanpassungen der einzelnen Arbeiter- und Soldatenkasten der Ameisen erklärt werden, wenn diese sich doch niemals fortpflanzen? Mit der Keimplasmatheorie ist eine Erklärung problemlos möglich, Gebrauch und Nichtgebrauch jedoch können hier nicht die gewünschte Wirkung entfalten.
Auch Beispiele, die Darwin selbst mit dem Gebrauch und Nichtgebrauch erklärte, wie die Tendenz zur Degeneration der Flügel und einer Kräftigung der Füße bei domestiziertem Wassergeflügel, erklärte er nun mit der Keimplasmatheorie. Trotzdem waren seine Zeitgenossen nicht überzeugt.
Weismann entwickelte das Konzept einer Keimbahn, einer gesonderten Zelllinie, die von der befruchteten Eizelle im Embryo hinführt zu den Urkeimzellen, den Stammzellen der Keimzellen und damit den Gründerzellen der nächsten Generation. Erstmals findet sich das Konzept und der Begriff Stammzellen in dem mit vielen Kupferstichen illustrierten Werk Die Entstehung der Keimzellen bei Hydromedusen (Leipzig, 1883). Weismann erkennt, dass Urkeimzellen früh im Embryo beiseitegelegt werden können und sich nicht wie die somatischen Zellen am Aufbau des Embryos beteiligen. Im Fliegenembryo bezeichnet er sie bleibend „Polzellen“. Sie werden durch besondere cytoplasmatische Komponenten zu Urkeimzellen determiniert, Komponenten die man heute in Anlehnung an Weismann als „Keimplasma“ zusammenfasst, doch ist diese Übernahme des Begriffs in diesem Fall nicht gerechtfertigt. Weismann versteht unter Keimplasma die Gesamtheit der damals noch unbekannten materiellen Träger der Vererbung, die nach seiner, irrtümlichen, Auffassung nur den Urkeimzellen zugeteilt werden sollten. In Hinblick auf die Aufspaltung von generativen, der Fortpflanzung dienenden, und somatischen Zellen in vielzelligen Organismen weist Weismann darauf hin, dass nur die somatischen Zellen dem Tod anheimfallen. Einzeller, bei denen es diese Aufspaltung nicht gibt, sind potenziell unsterblich. Seine Lehre von der Kontinuität des Keimplasmas veröffentlichte er 1885.

### 1896 bis 1910
Weismann arbeitete über die Keimentwicklung an Seeigeleiern, an deren Beispiel er unterschiedliche Zellteilungsformen, die Äquationsteilung und die Reduktionsteilung, beobachten konnte und damit diese Begriffe in die Entwicklungsbiologie einführte.

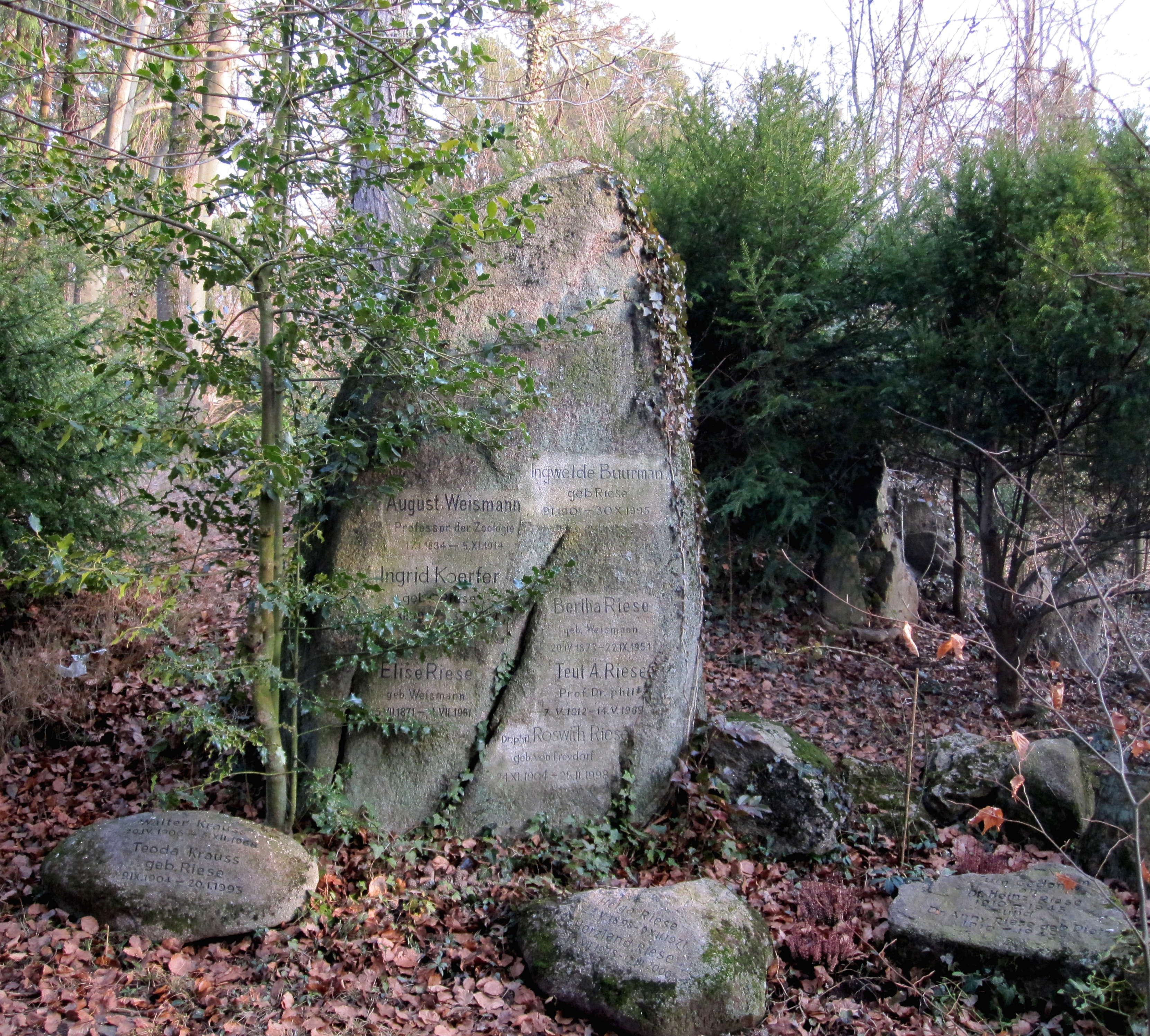
Grab Weismanns auf dem Hauptfriedhof Freiburg

## Lebensabend
Weismann war über 50 Jahre an der Universität Freiburg tätig. Er machte sie sowohl im Inland als auch im Ausland sehr bekannt. Seit 1901 wohnte eine seiner Töchter mit ihren fünf Kindern bei ihm. Nach etwa zweiwöchiger Krankheit verstarb Weismann am 5. November 1914 an Herzschwäche. Er wurde auf dem Freiburger Hauptfriedhof (Feld 48) begraben.

## Die Weismann-Barriere
Als wichtigster Beitrag Weismanns zur Genetik gilt das von ihm aufgestellte Postulat, dass Veränderungen durch Umwelteinflüsse auf den Körper (das Soma) eines Individuums keinerlei Auswirkungen auf den Phänotyp der folgenden Generation haben können. Dies ergibt sich aus seiner Theorie des Keimplasmas, das, seiner Theorie zufolge, unabhängig von den Körperzellen in einem ihm eigenen Weg, der Keimbahn, an die folgende Generation vererbt wird. Dadurch können sich Veränderungen in Körperzellen nicht weitervererben. Dadurch ergibt sich ein nur in eine Richtung weisender Einfluss: Veränderungen des Keimplasmas bewirken Veränderungen des Körpers, aber nicht umgekehrt. Diese Erkenntnis wird bis heute, mit seinem Namen verbunden, als Weismann-Barriere bezeichnet.
Entgegen späterer Auffassungen war Weismann selbst wohl zeit seines Lebens überzeugt davon, dass sich Umwelteinflüsse auf das Keimplasma selbst auswirken, und damit vererbt, werden können. Dies bedingt aber keine Vererbung erworbener Eigenschaften (als Lamarckismus bezeichnet), da Einflüsse, die sich auf körperliche Merkmale auswirken, nicht zu Veränderungen der chemischen und molekularen Struktur des Keimplasmas, die als einziges vererbt werden, korrespondieren werden. Weismann besaß noch keine Kenntnisse von der physischen Natur und Struktur der Erbsubstanz, von Chromosomen und von Genen, diese Konzepte und Ideen wurden erst nach seiner Zeit (wieder-)entdeckt. Er nahm, von ihm „Id“ genannte, diskrete Strukturen des Keimplasmas an, die aber im Gegensatz zu den Genen jeweils Auswirkungen auf den gesamten Körper bedingen würden. Der Ausdruck Id überlebte als Bestandteil von Fachwörtern wie Haploidie und Diploidie.

## Ehrungen
Ihm wurde der Titel eines „wirklichen Geheimrats“ verliehen.
Weismann war Mitglied zahlreicher Akademien und gelehrter Gesellschaften, so der Leopoldina (1879), der Bayerischen Akademie der Wissenschaften (1884 auswärtiges Mitglied), der Preußischen Akademie der Wissenschaften (1897 korrespondierendes Mitglied), der Heidelberger Akademie der Wissenschaften (seit 1909), der Akademie der Wissenschaften in Wien (korrespondierendes Mitglied), der Königlich Niederländischen Akademie der Wissenschaften (auswärtiges Mitglied), der Royal Society (30. Juni 1910 „Foreign Member“), der Royal Society of Edinburgh (7. November 1910, Ehrenmitglied) und der National Academy of Sciences (1913). 1905 wurde er Ehrenmitglied der in diesem Jahr in Berlin gegründeten Gesellschaft für Rassenhygiene.
1876 wurde er mit der Cothenius-Medaille der Leopoldina ausgezeichnet. 1908 wurde ihm die Darwin-Medaille von der Royal Society verliehen, im gleichen Jahr von der Linnean Society of London die Darwin-Wallace-Medaille.
Die philosophische Fakultät der Universität Freiburg verlieh ihm 1879 den Dr. phil. h. c. und benannte ein Gebäude nach ihm. 1904 wurde ihm anlässlich seines 70. Geburtstags die Ehrenbürgerwürde der Stadt Freiburg verliehen.
In Freiburg im Breisgau ist im Stadtteil Waldsee eine Straße nach August Weismann sowie seinem Sohn, Julius Weismann benannt. Anlass zur Benennung durch den Freiburger Stadtrat im Jahre 1956 war der 75. Geburtstag von Julius Weismann, wobei August Weismann ausdrücklich mit geehrt werden sollte, nachdem es in den 1930er Jahren Widerstand gegen eine August-Weismann-Straße im Klinikviertel gegeben hatte.
Im Jahr 2016 hat eine Kommission zur Überprüfung der Freiburger Straßennamen unter der Leitung des Historikers Bernd Martin vorgeschlagen, die Weismannstraße in Julius-Weismann-Straße umzubenennen und mit einem Ergänzungsschild mit folgendem Text zu versehen. Julius Weismann (1879-1950), Komponist. Ehemals zugleich nach seinem Vater August Weismann (1834-1914), Zoologe und Vordenker der 'Rassenhygiene' benannt. 2017 hat die Kommission ihre Bewertung revidiert und ihrem ursprünglichen Vorschlag wurde nicht gefolgt.

## Rezeption
Weismanns „extrem deterministische und statische Vererbungslehre“ fand in der Eugenik großen Anklang. „Weismann verbindet in seiner Theorie systematisch Elemente der Selektionstheorie mit Vererbungswissen, was zu einer erheblichen Zuspitzung des Selektionsprinzips führt.“ Er wurde dort vor allem von Wilhelm Schallmayer rezipiert, da aus seiner Theorie „gefolgert werden konnte, dass Erziehung, bessere Lebensbedingungen, Individualhygiene oder medizinische Therapie die erbliche Qualität der Menschen nicht verbessern könne.“ „Mit seiner These, dass es keine Vererbung erworbener Eigenschaften geben könne, wird ein Hauptargument gegen die Eugenik in Frage gestellt“. Francis Galton (Genie und Vererbung) bezieht sich in seiner Begründung der Vererbung menschlicher Fähigkeiten und der Notwendigkeit, das Erbgut in der Gesellschaft zu regulieren, auf Charles Darwin und August Weismann. „Die zentralen Formationen seiner Vererbungstheorie, die Keimplasmatheorie, bilden zudem die theoretische Grundlage bei der Entwicklung des Zentralen Dogmas der Molekularbiologie, auf dessen Gültigkeit das Verfahren der Gentechnologie aufbaut.“
Bei der Gründung der Internationalen Gesellschaft für Rassen-Hygiene am 22. Juni 1905 wurde Weisman (zusammen mit G. v. Bunge, A. Hegar und Ernst Haeckel) zum Ehrenmitglied gewählt.
Karl Ritter von Goebel schrieb in einem Brief an Julius Sachs am 25. Juni 1886: „Weismann ist derselbe Schlaumeier, der den Tod als ‚Anpassungserscheinung‘ erklärte. Es kommt eben alles wieder, die Mode und der Unsinn der Naturphilosophie.“
Zu Weismanns Schüler gehörte der Zoologe und Genetiker Alfred Kühn.

## Veröffentlichungen
- De acidi hippurici in corpore humano generatione. Frankfurt 1857 (Inauguraldissertation).
- Ueber den Ursprung der Hippursäure im Harn der Pflanzenfresser. Göttingen 1857 („Eine von der medicinischen Facultät der Georgia Augusta am 13. Juni 1857 gekrönte Preisschrift“).
- Ueber die Bildung der Hippursäure beim Menschen. In: Zeitschrift für rationelle Medicin. Reihe 3, Bd. 2, Nr. 3, 1858, ISSN 0259-7233, S. 331–343.
- Untersuchungen über den Salzgehalt der Ostsee. In: Archiv für Landeskunde in den Großherzogthümern Mecklenburg und Revüe der Landwirthschaft. Jg. 8, 1858, S. 289–304.
- Analysen des Ostseewassers. In: Archiv für Landeskunde in den Großherzogthümern Mecklenburg und Revüe der Landwirthschaft. Jg. 8, 1858, S. 437–444.
- Ueber Nervenneubildung in einem Neurom. In: Zeitschrift für rationelle Medicin. Reihe 3, Bd. 7, Nr. 2, 1859, ISSN 0259-7233, S. 209–218.
- Ueber das Wachsen der quergestreiften Muskeln nach Beobachtungen am Frosch. In: Zeitschrift für rationelle Medicin. Reihe 3, Bd. 10, Nr. 2, 1861, ISSN 0259-7233, S. 263–284.
- Ueber den feineren Bau des menschlichen Nabelstranges. In: Zeitschrift für rationelle Medicin. Reihe 3, Bd. 11, Nr. 1/2, 1861, ISSN 0259-7233, S. 140–166.
- Ueber die Verbindung der Muskelfasern mit ihren Ansatzpunkten. In: Zeitschrift für rationelle Medicin. Reihe 3, Bd. 12, Nr. 1/2, 1861, ISSN 0259-7233, S. 126–144.
- Ueber die Neubildung quergestreifter Muskelfasern. Eine Erwiderung an Herrn Prof. Budge. In: Zeitschrift für rationelle Medicin. Reihe 3, Bd. 12, Nr. 3, 1861, ISSN 0259-7233, S. 354–359.
- Ueber die Musculatur des Herzens beim Menschen und in der Thierreihe. In: Archiv für Anatomie, Physiologie und wissenschaftliche Medicin. Jg. 1861, 1861, S. 41–63.
- Ueber die zwei Typen contractilen Gewebes und ihre Vertheilung in die grossen Gruppen des Thierreichs, sowie über die histologische Bedeutung ihrer Formelemente. In: Zeitschrift für rationelle Medicin. Reihe 3, Bd. 15, 1862, ISSN 0259-7233, S. 60–103, 279–282.
- Die Entwickelung der Dipteren im Ei, nach Beobachtungen an Chironomus spec., Musca vomitoria und Pulex Canis. In: Zeitschrift für wissenschaftliche Zoologie. Band 13, Nr. 1/2, 1863, S. 107–220.
- Über die Entstehung des vollendeten Insekts in Larve und Puppe. Ein Beitrag zur Metamorphose der Insekten. Brönner, Frankfurt 1863 (Habilitationsschrift der medizinischen Fakultät Freiburg im Breisgau).
- Die nachembryonale Entwicklung der Musciden nach Beobachtungen an Musca vomitoria und Sarcophaga carnaria. In: Zeitschrift für wissenschaftliche Zoologie. Band 14, Nr. 3, 1864, S. 187–336.
- Zur Embryologie der Insecten. In: Archiv für Anatomie, Physiologie und wissenschaftliche Medicin. Leipzig 1864, S. 265–277.
- Zur Histologie der Muskeln. In: Zeitschrift für rationelle Medicin. Reihe 3, Bd. 23, Nr. 1/2, 1865, ISSN 0259-7233, S. 26–45.
- Die Metamorphose der Corethra plumicornis. In: Zeitschrift für wissenschaftliche Zoologie. Band 16, Nr. 1, 1866, S. 45–127.
- Über die Berechtigung der Darwin'schen Theorie. Engelmann, Leipzig 1868.
- Ueber den Einfluss der Isolirung auf die Artbildung. Engelmann, Leipzig 1872.
- Über den Saison-Dimorphismus der Schmetterlinge. In: Annali del Museo Civico di Storia Naturale di Genova. Band 6, 1874, S. 209–302.
- Ueber Bau und Lebenserscheinungen von Leptodora hyalina Lilljeborg. In: Zeitschrift für wissenschaftliche Zoologie. Band 24, Nr. 3, 1874, S. 349–418.
- Ueber die Umwandlung des mexicanischen Axolotl in ein Amblystoma. In: Zeitschrift für wissenschaftliche Zoologie. 25, Suppl. 3, 1875, S. 297–334.
- Das Thierleben im Bodensee. In: Schriften des Vereins für Geschichte des Bodensee's und seiner Umgebung. Band 7, 1876, ISSN 0342-2070, S. 132–161.
- Ueber die letzten Ursachen der Transmutationen. Studien zur Descendenz-Theorie. Band 2. Engelmann, Leipzig 1876.
- Beiträge/Zur Naturgeschichte der Daphniden/Daphnoiden. In: Zeitschrift für wissenschaftliche Zoologie. Band 27/28/33, 1876, S. 51–112/93–254/55–270.
- Rechtfertigung. In: Zeitschrift für wissenschaftliche Zoologie. Band 30, Nr. 1, 1877, S. 194–202.
- Ueber die Fortpflanzung der Daphnoiden. In: Amtlicher Bericht der Versammlung deutscher Naturforscher und Aerzte in München. Jg. 50, 1877, S. 178.
- mit Robert Wiedersheim: Aus dem zoologischen und anatomischen Institut der Universität Freiburg i. Br. In: Zoologischer Anzeiger. Jg. 1, Nr. 1, 1878, ISSN 0044-5231, S. 6–7.
- Ueber die Schmuckfarben der Daphnoiden. In: Zeitschrift für wissenschaftliche Zoologie. 30, Suppl. 1, 1878, S. 123–165.
- Über das Wandern der Vögel. Habel, Berlin 1878. (Digitalisat)
- Ueber Duftschuppen. In: Zoologischer Anzeiger. Jg. 1, Nr. 5, 1878, ISSN 0044-5231, S. 98–99.
- Parthenogenese bei den Ostracoden. In: Zoologischer Anzeiger. Jg. 3, Nr. 49, 1880, ISSN 0044-5231, S. 82–84.
- Zur Frage nach dem Ursprung der Geschlechtszellen bei den Hydroiden. In: Zoologischer Anzeiger. Jg. 3, Nr. 55, 1880, ISSN 0044-5231, S. 226–233.
- Über den Ursprung der Geschlechtszellen bei den Hydroiden. In: Zoologischer Anzeiger. Jg. 3, Nr. 61, 1880, ISSN 0044-5231, S. 367–370.
- mit August Gruber: Ueber einige neue oder unvollkommen gekannte Daphniden. In: Berichte über die Verhandlungen der naturforschenden Gesellschaft zu Freiburg i. B. Band 7, 1880, ISSN 0934-4926, S. 50–116.
- Beobachtungen an Hydroid-Polypen. In: Zoologischer Anzeiger. Jg. 4, Nr. 75/77, 1881, ISSN 0044-5231, S. 61–64/111–114.
- L'origine des cellules sexuelles des hydroïdes. In: Annales des sciences naturelles. Zoologie et paléontologie. Ser. 6, Bd. 11, 1881, ISSN 0150-9330, Art. 6.
- Ueber die Dauer des Lebens. In: Tageblatt der Versammlung deutscher Naturforscher und Aerzte in Salzburg. Jg. 54, 1881, S. 98–114.
- Beiträge zur Kenntniss der ersten Entwicklungsvorgänge im Insektenei. In: Beiträge zur Anatomie und Embryologie als Festgabe Jacob Henle zum 4. April 1882. Cohens, Bonn 1882, S. 80–111.
- Über eigenthümliche Organe bei Eudendrium racemosum Cav. In: Mittheilungen aus der zoologischen Station zu Neapel, zugleich ein Repertorium für Mittelmeerkunde. Band 3, Nr. 1/2, 1882, S. 1–14.
- Ueber die Dauer des Lebens. Fischer, Jena 1882.
- Die Entstehung der Sexualzellen bei den Hydromedusen. Zugleich ein Beitrag zur Kenntniss des Baues und der Lebenserscheinungen dieser Gruppe. Fischer, Jena 1883.
- Ueber die Ewigkeit des Lebens. Freiburg 1883.
- Ueber die Vererbung. Fischer, Jena 1883.(digitalisierte Fassung bei archive.org)
- Ueber Leben und Tod. Eine biologische Untersuchung. Fischer, Jena 1884.
- Zur Frage nach der Unsterblichkeit der Einzelligen. In: Biologisches Centralblatt. Band 4, Nr. 21/22, 1885, ISSN 0006-3304, S. 650–665/677–691.
- Die Continuität des Keimplasma's als Grundlage einer Theorie der Vererbung. Fischer, Jena 1885 (zobodat.at [PDF; 5,6 MB; abgerufen am 22. April 2023]).
- Zur Annahme einer Continuität des Keimplasma's. In: Berichte der Naturforschenden Gesellschaft zu Freiburg. Band 1, 1886, ISSN 0028-0917, S. 89–100 (zobodat.at [PDF; 1,2 MB; abgerufen am 22. April 2023]).
- Zur Frage nach der Vererbung erworbener Eigenschaften. In: Biologisches Centralblatt. Band 6, Nr. 2, 1886, ISSN 0006-3304, S. 33–48.
- Zur Geschichte der Vererbungstheorien. In: Zoologischer Anzeiger. Jg. 9, Nr. 224, 1886, ISSN 0044-5231, S. 344–350.
- Richtungskörper bei parthenogenetischen Eiern. In: Zoologischer Anzeiger. Jg. 9, Nr. 233, 1886, ISSN 0044-5231, S. 570–573.
- Botanische Beweise für eine Vererbung erworbener Eigenschaften. In: Biologisches Centralblatt. Band 8, Nr. 3/4, 1888, ISSN 0006-3304, S. 65–79/97–109.
- mit Ishikawa Kaoru: Ueber die Befruchtungserscheinungen bei den Dauereiern von Daphniden. In: Biologisches Centralblatt. Band 8, Nr. 14, 1888, ISSN 0006-3304, S. 430–436.
- mit Ishikawa Kaoru: Ueber die Bildung der Richtungskörper bei thierischen Eiern. In: Berichte der Naturforschenden Gesellschaft zu Freiburg. Band 3, Nr. 1, 1888, ISSN 0028-0917, S. 1–44 (zobodat.at [PDF; 3,4 MB; abgerufen am 22. April 2023]).
- Gedanken über Musik bei Thieren und beim Menschen. In: Deutsche Rundschau. Band 61, 1889, S. 50–79.
- Bemerkungen zu Ischikawa's Umkehrungs-Versuchen an Hydra. In: Archiv für Mikroskopische Anatomie. 1890, ISSN 0176-7348, S. 627–638.
- Amphimixis oder: Die Vermischung der Individuen. Fischer, Jena 1891.
- Bemerkungen zu einigen Tages-Problemen. In: Biologisches Centralblatt. Band 10, Nr. 1/2, 1891, ISSN 0006-3304, S. 1–12/33–44.
- Die Continuität des Keimplasmas als Grundlage einer Theorie der Vererbung. 2. veränderte Auflage. Fischer, Jena 1892.
- Das Keimplasma. Eine Theorie der Vererbung. Fischer, Jena 1892. (Digitalisat und Volltext im Deutschen Textarchiv)
- Die Allmacht der Naturzüchtung. Eine Erwiderung an Herbert Spencer. Fischer, Jena 1893. (Digitalisat und Volltext im Deutschen Textarchiv)
- Äussere Einflüsse als Entwicklungsreize. Fischer, Jena 1894.
- Neue Gedanken zur Vererbungsfrage. Eine Antwort an Herbert Spencer. Fischer, Jena 1895.
- Neue Versuche zum Saison-Dimorphismus der Schmetterlinge. In: Zoologische Jahrbücher. Abtheilung für Systematik, Geographie und Biologie der Thiere. Band 8, Nr. 5, 1895, ISSN 0044-5193, S. 611–684.
- Wie sehen die Insecten? In: Deutsche Rundschau. Band 83, 1895, S. 434–452.
- Thatsachen und Auslegungen in Bezug auf Regeneration. In: Anatomischer Anzeiger. Centralblatt für die gesamte wissenschaftliche Anatomie. Band 15, Nr. 23, 1899, ISSN 0003-2786, S. 445–474.
- Ueber die Parthenogenese der Bienen. In: Anatomischer Anzeiger. Centralblatt für die gesamte wissenschaftliche Anatomie. Band 18, Nr. 20/21, 1900, ISSN 0003-2786, S. 492–499.
- Vorträge über Deszendenztheorie. Fischer, Jena 1902.
- Versuche über Regeneration bei Tritonen. In: Anatomischer Anzeiger. Centralblatt für die gesamte wissenschaftliche Anatomie. Band 22, Nr. 20/21, 1903, ISSN 0003-2786, S. 425–431.
- Semons „Mneme“ und die „Vererbung erworbener Eigenschaften“. In: Archiv für Rassen- und Gesellschafts-Biologie einschließlich Rassen- und Gesellschafts-Hygiene. Jg. 3, Nr. 1, 1906, S. 1–27.
- Eine hydrobiologische Einleitung. In: Internationale Revue der gesamten Hydrobiologie und Hydrographie. Band 1, Nr. 1/2, 1908, S. 1–9.
- Die Selektionstheorie. Fischer, Jena 1909.
- Über die Trutzstellung des Abendpfauenauges. In: Naturwissenschaftliche Wochenschrift. Ser. nov., Bd. 8, Nr. 46, 1909, ISSN 0369-3430, S. 721–726.